# 加拿大與大規模殺傷性武器
加拿大與大規模殺傷性武器至今沒有證據證明加拿大擁有過大規模殺傷性武器，1970年代後加入不擴散核武器條約監督也就更沒有核武嫌疑。然而加國曾參與過一些公開和秘密的美國軍事計畫以防禦蘇聯的威脅，造成與美國有大規模武器共享的情況。

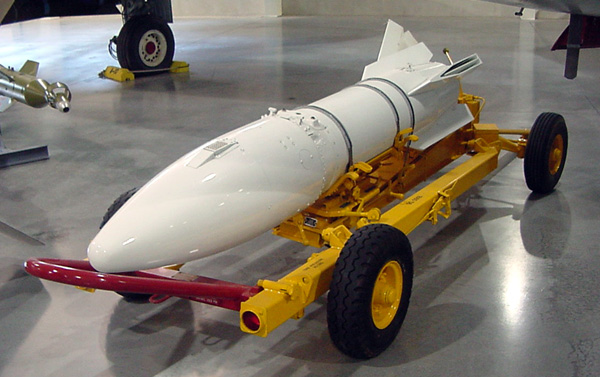
美軍AIR-2A空射核武曾於加拿大佈署

## 核武
英國政府與加拿大政府在第二次世界大戰期間研發與製造原子彈的合金管工程（Tube Alloys）是一項大型軍事工程計劃。合金管工程與曼哈頓計劃於1942年開始。在第二次世界大戰結束後，合金管工程是指元素钚，直到它使用於長崎原子彈之前都是機密。
英國和加拿大的合金管工程是第一個核子武器研究，最終被納入美國為首的曼哈頓計劃。儘管英國與美國達成協議，曼哈頓計劃的細節並沒有完全向英國提供，但是蘇聯卻獲得有價值的資訊，科學數據和研究資料。促使英國重新推出自己的計畫，以追趕蘇聯和美國的成就。
英國在1952年，首次進行颶風行動。1958年，兩個階段熱核（裂變-聚變）炸彈試爆成功後，英國和美國簽署協議，英國恢復與美國合作。
1950年代後蘇聯核武成功，加拿大感覺受到空前威脅，遂與美國空軍戰略司令部合作於紐芬蘭與拉布拉多的基地佈署了空投原子彈。1963到1984年間加拿大領土上佈署了美國的四套核武打擊系統，裝備了上百枚核彈頭。
1984年後加拿大公開承認佈署了以下美國核武
- 56枚CIM-10飛彈防空核武，防衛蘇聯轟炸機群
- 4套MGR-1核武火箭[3]
- 108枚AIR-2A空射核武

## 生化武器
加拿大曾在20世紀中葉早期展開部分生物戰研究計劃。加拿大研究涉及開發生物戰的攻擊和保護能力，相關研究得到英國和美國的幫助。 加拿大也因此嘗試用諸如武器化炭疽，肉毒桿菌毒素，蓖麻毒素，牛瘟病毒，落基山斑疹熱，鼠疫，布氏桿菌病和兔熱病...等多種類專案。 薩菲爾德基地曾是全球領先的生物戰研究中心。
目前加拿大表示已經銷毀了所有的軍事生化戰儲備，並不再進行毒素戰的研究。國會化學戰和化學防務審查委員會自1990年以來每年進行實地考察和檢查在薩菲爾德等前研究中心，以驗證涉及生物戰劑的所有軍事活動的性質是純粹的防禦。加拿大1972年9月18日批准了禁止生物武器公約。